# Транспорт Бурятии
Транспортная отрасль Бурятии включает 6904 км автобусных маршрутов, 1374 км железнодорожных путей, 4 аэропорта и 1872 км местных воздушных линий, 56,6 км трамвайных линий в Улан-Удэ, по этим коммуникациям ежесуточно перевозится свыше 100 тыс. пассажиров.

## Автомобильный транспорт

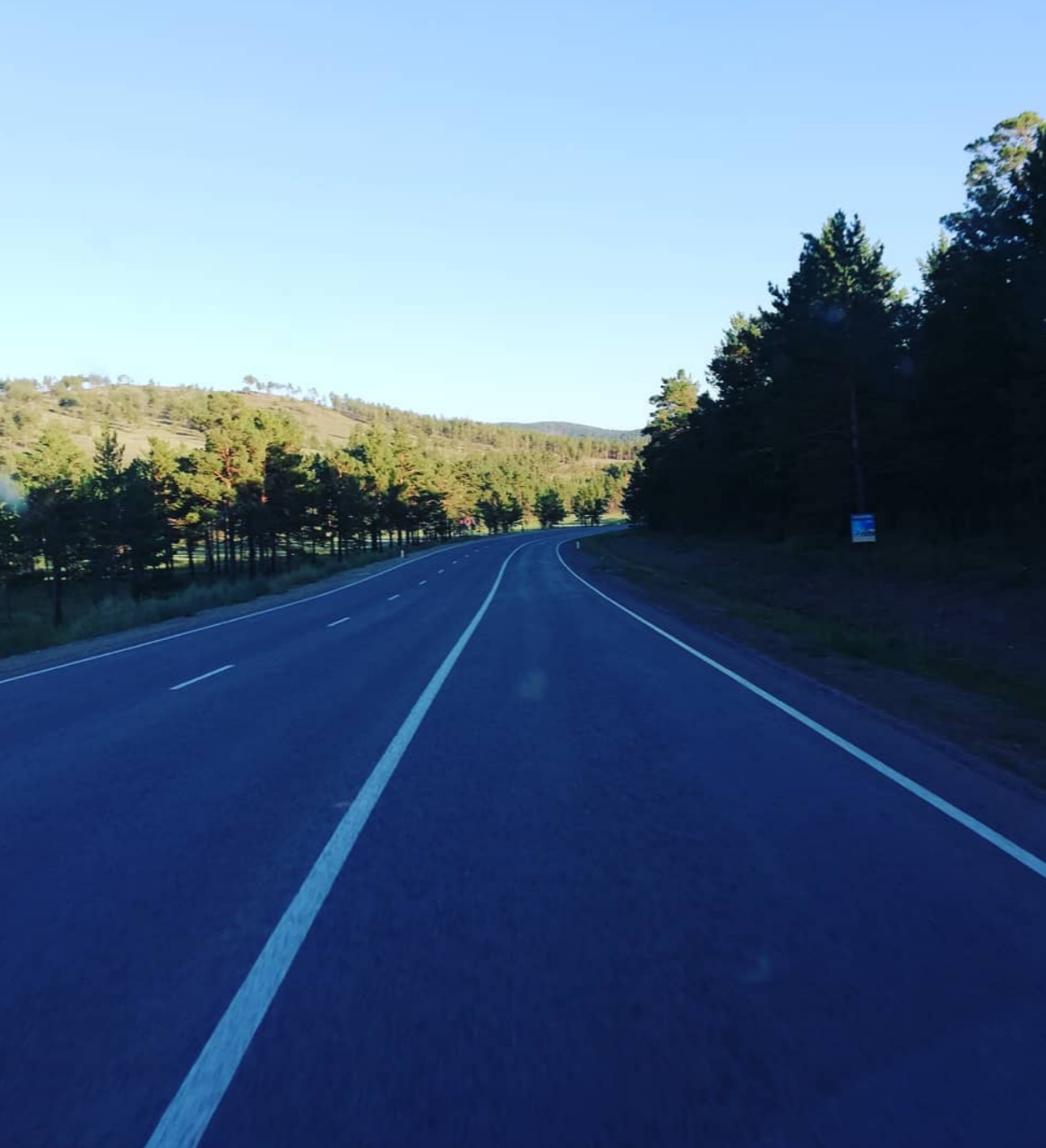
Автомобильная дорога А340 в районе города Гусиноозёрск

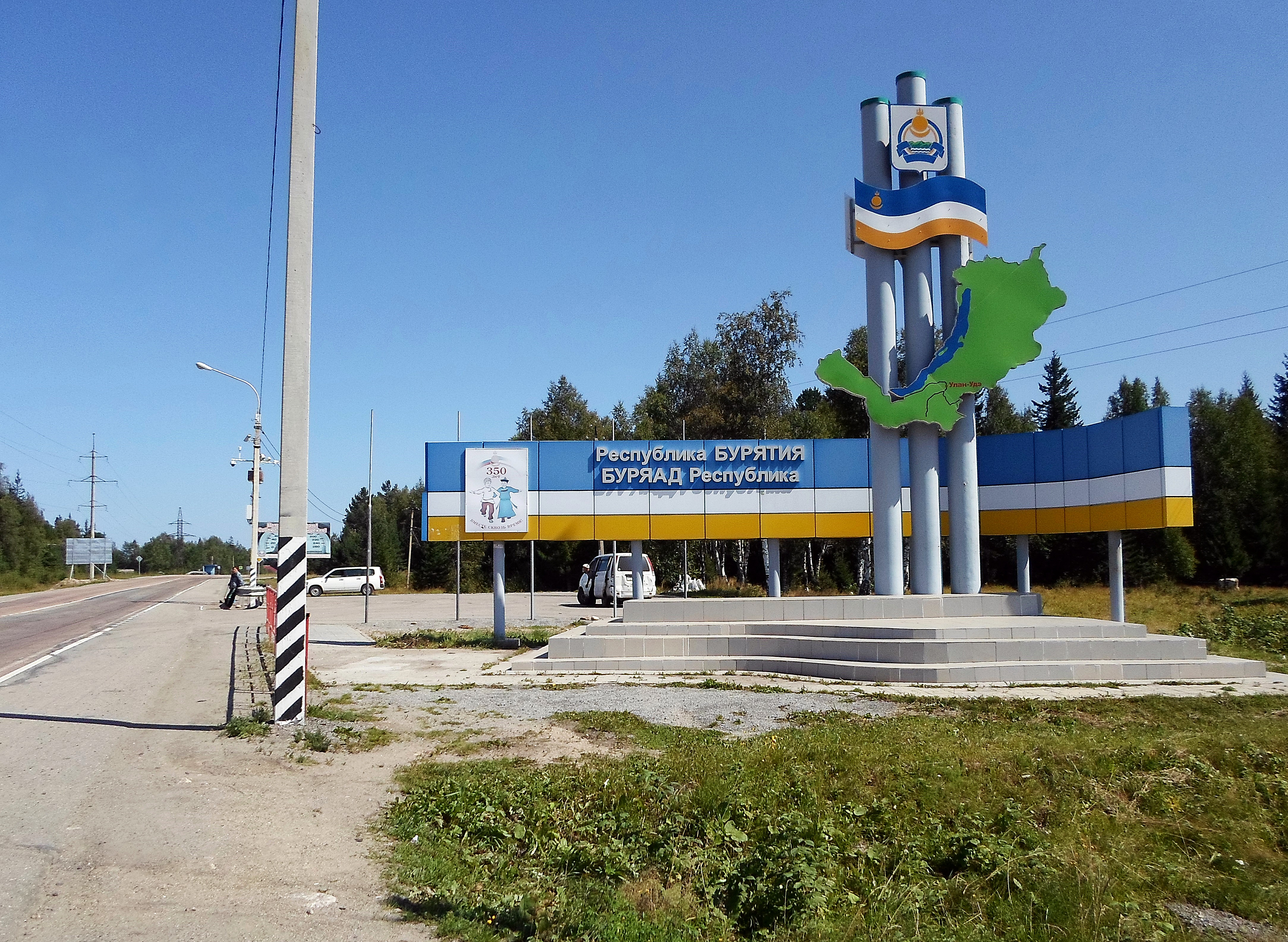
Автомобильная дорога «Байкал»

Общая протяженность автодорог в Бурятии более 14 тысяч км. Через республику проходят автодороги федерального значения Р258 «Байкал» Иркутск-Чита (часть автодороги Москва-Владивосток) и А340 Улан-Удэ-Кяхта-Монголия, а также автодорога А333 Култук-Монды, оттуда через границу с Монголией к озеру Хубсугул. На дорогах достаточно автозаправок и придорожного сервиса.
С железнодорожного вокзала Улан-Удэ на микроавтобусах можно уехать в Читу, Агинский Бурятский округ, Усть-Ордынский Бурятский округ, Аршан, Кырен, на базы отдыха на Байкале: Сухая, Энхалук, Байкальский Прибой, Култушная. От автовокзала Улан-Удэ отходят междугородные микроавтобусы в направлениях: Аршан, Баргузин, Бичура, Горячинск, Гремячинск, Гусиноозёрск, Новый Заган, Закаменск, Иркутск, Кудара, Култушная, Курумкан, Кырен, Кяхта, Мухоршибирь, Орлик, Посольск, Потанино, Романовка, Усть-Баргузин, Усть-Ордынский (через Иркутск), Хоринск, Щучье Озеро.
Важнейшие дороги сходятся в Улан-Удэ; основные автодороги — Кяхтинский, Тункинский, Старомосковский, Баргузинский, Читинский и Джидинский.
В Бурятии развит автомобильный транспорт общего пользования, которым в 2009 году перевезено более 59010 тыс. человек и 933 тыс. тонн грузов. Развитая сеть автомобильных дорог позволяет доставить грузы в любую точку России, а также в Китай и Монголию. Общая протяженность автодорог составляет более 14 тыс. км., в том числе 6567 км автомобильных дорог общего пользования.
Автомобильный парк республики на начало 2010 года насчитывает 269214 автомобилей, различных типов, из них:
- Грузовые — 37272 единицы;
- Автобусы — 10485 единиц;
- Легковые — 221457 единиц.

Грузооборот и объёмы перевозимых грузов с 2007 года постоянно растет. Растет численность автомобильного парка, в частности, увеличение численности автопарка в личной собственности граждан.
Частный сектор занял доминирующее положение. Предприятиями всех видов транспортных негосударственных форм собственности в настоящее время выполняется 97 % перевозок грузов и 38 — 50 % перевозок пассажиров (воздушных, ж/д, автомобильных, городских электрических).
Автотранспорт играет главную роль в деле развития туризма в Бурятии.

## Железнодорожный транспорт

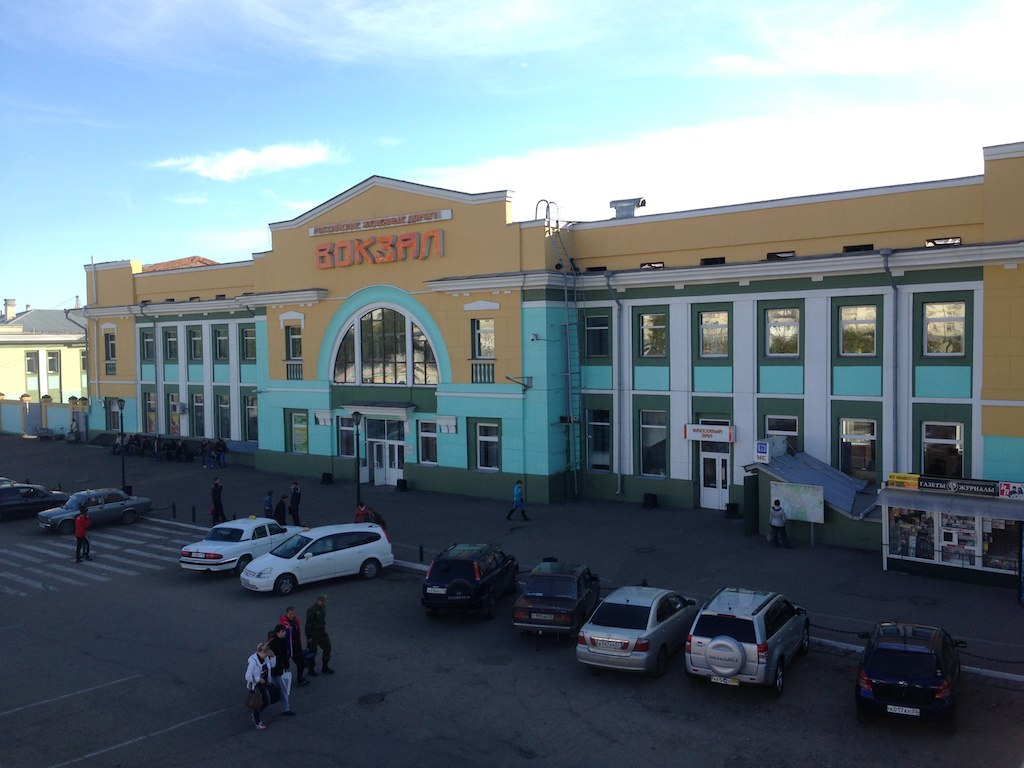
Железнодорожный вокзал в Улан-Удэ

По югу Бурятии проходит Транссиб, который имеет ответвление от Улан-Удэ в Наушки и далее в Монголию и Китай.
На севере проходит Байкало-Амурская магистраль. Там построен Северомуйский тоннель, открытый 5 декабря 2003 года. Своё название получил по Северо-Муйскому хребту, сквозь который он проходит. По протяжённости (15 343 м) является самым длинным железнодорожным тоннелем в России. Строительство продолжалось с перерывами 26 лет. Расчётный срок эксплуатации оценивается в 100 лет.
Планируется строительство второго Байкальского тоннеля на БАМе на границе с Иркутской областью, что даст возможность выхода продукции из Сибири на рынки Азиатско-Тихоокеанского региона.
Железнодорожный транспорт Бурятии представлен опорными станциями Улан-Удэ, Наушки и Северобайкальск ВСЖД — филиала ОАО «РЖД». Основные грузы — лес, уголь, нефть. Отправлено пассажиров 3104 тыс. человек. Общая эксплуатационная длина железных дорог на территории республики составляет 1140 км. В организациях железнодорожного транспорта трудятся 10880 человек.

## Воздушный транспорт

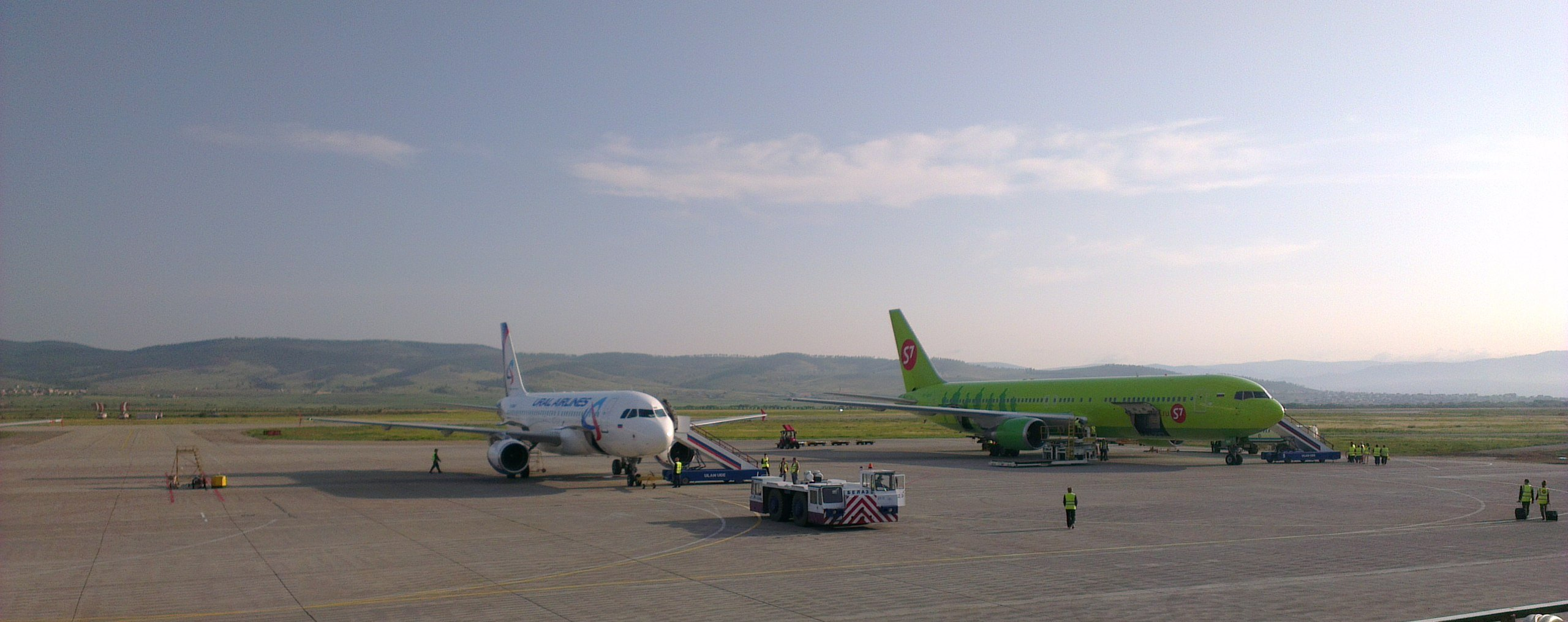
Аэропорт «Байкал» в Улан-Удэ

В Бурятии имеется один базовый аэропорт, из которого летают самолёты в другие регионы России и в другие страны. Имеются ещё несколько небольших аэропортов по Бурятии: Нижнеангарск, Таксимо, Багдарин и другие.
В Бурятии действуют следующие предприятия воздушного транспорта:
1. «Авиакомпания Бурятские авиалинии» — региональная авиакомпания, парк которой состоит из самолётов Ан-24 и вертолётов Ми-8 (прекратила деятельность с 2017 г.);
2. «Аэропорт Байкал (Улан-Удэ)» — главный оператор международного аэропорта Улан-Удэ, обеспечивает аэропортовое обслуживание;
3. «БайкалТоргсервис» — компания, обеспечивающая бортовым питанием воздушные суда и управляющая гостиницей в международном аэропорту Улан-Удэ;
4. «Аэропорты местных воздушных линий Бурятии» управляет аэропортами местных воздушных линий (Нижнеангарск, Таксимо, Багдарин);
5. Заправку воздушных судов топливом обеспечивает ООО «Aerofuels — Улан-Удэ» из группы компаний «Aerofuels — Group» (г. Москва);
6. Аэронавигационное обслуживание производит Улан-Удэнское отделение филиала «Аэронавигация Восточной Сибири» ФГУП «Госкорпорация по ОрВД».

Международный аэропорт Улан-Удэ способен принимать большинство типов воздушных судов круглосуточно и в сложных метеоусловиях после проведенной в 2005 — 2007 гг. реконструкции взлётно-посадочной полосы и замены светосигнального оборудования.
В декабре 2018 года в аэропорту открыта вторая взлетно-посадочная полоса, способная принимать воздушные суда любого класса.
Здесь смогут садиться самолёты самого крупного грузового АН-225, самого крупного пассажирского Airbus A380 и другие.

## Водный транспорт
Судоходство развито в основном на озере Байкал и реке Селенге. Длина судоходных путей составляет около 1,7 тыс. км. Водный транспорт осуществляет и внутриреспубликанские (на реках Селенга, Баргузин, Верхняя Ангара, Витим, Хилок, Чикой) и внешние перевозки, но его роль значительно меньше, чем всех остальных видов транспорта.